# Amplicaecum
 Amplicaecum  ist eine Gattung der Spulwürmer (Ascaridida), die bei Amphibien und Reptilien parasitieren. Amplicaecum colurum wurde bei einem afrikanischen Greifvogel nachgewiesen, hierbei handelt es sich aber vermutlich um einen Pseudoparasiten, dessen eigentlicher Endwirt Amphibien oder Reptilien.

## Merkmale
Bei  Amplicaecum ist ein Blinddarm ausgebildet. Weibchen haben zwei Uteruszweige. Im Gegensatz zu Angusticaecum  sind aber Zwischenlippen vorhanden.

## Systematik
Zur Gattung gehören folgende Arten:
- Amplicaecum africanum Taylor, 1924
- Amplicaecum causi Thwaite, 1926
- Amplicaecum chrysanthemoides (Skrjabin, 1916)
- Amplicaecum flavescens Katoch & Kalia, 1993
- Amplicaecum garzetti Khanum, Farooq & Nikhat, 1980
- Amplicaecum gedoelsti Yorke & Maplestone, 1926
- Amplicaecum indica Srivastava & Gupta, 1977
- Amplicaecum milvusi Gupta & Johri, 1984
- Amplicaecum mugili Gupta & Srivastava, 1985
- Amplicaecum numidicum Chabaud & Campana-Rouget, 1955
- Amplicaecum orissai Gupta & Srivastava, 1985
- Amplicaecum papillatum Sandground, 1933
- Amplicaecum sandoshami Yuen, 1963
- Amplicaecum schoutedeni Baylis, 1940
- Amplicaecum singhi Gupta & Gupta, 1979
- Amplicaecum tetrodonti Gupta & Gupta, 1979
- Amplicaecum thapari Srivastava & Gupta, 1977